# صف قاتلین
صف قاتلین (به انگلیسی: Murderer's Row) فیلم اکشن ماجراجویی به کارگردانی هنری لوین و با شرکت دین مارتین در نقش مت هلم در سال ۱۹۶۶ است. این اثر دومین فیلم از چهار فیلم مت هلم است و بر اساس رمانی از دونالد همیلتون ساخته شده است.

## خلاصه داستان
مت هلم (دین مارتین) برای نجات دکتر نورمن سولاریس، مخترع دستگاهی فوق مخرب که قادر است شهر واشینگتن را یک‌جا ویران کند، وارد عمل می‌شود...

## بازیگران
- دین مارتین : مت هلم
- آن مارگرت : سوزی سولاریس
- کارل مالدن : جولیان وال
- کامیلا اسپارو
- جیمز گریگوری
- بورلی آدامز
- ریچارد ایست‌هام : دکتر نورمن سولاریس